# 马克·戈特施林
马克·戈特施林（德語：Marc Gottschling，1971年—）是一位德国植物学家，慕尼黑大学教授，曾在古巴和秘鲁调查当地植物。